# Abhay Chhajlani
Abhay Chhajlani (Indore, Madhya Pradesh, 4 de agosto de 1934 - 23 de marzo de 2023) fue un periodista indio. 

## Biografía
Hijo de Labhchand y Gangabai Chhajlani.
Estudió en la Fundación Thomson, Cardiff en Reino Unido.
Fue presidente de la Sociedad de Periódicos Indios, cargo para el que fue elegido en 2002.
Estuvo asociado con Donación de Sangre 365 Días, una iniciativa que promueve la donación de sangre.
También fue miembro de la Asociación de Periódicos de Idiomas Indios y se desempeñó como presidente del comité ejecutivo de miembros. Fue jugador de tenis de mesa. Conocido por sus fuertes puntos de vista y su política editorial como editor en jefe de Nai Dunia.
Contrajo matrimonio con Pushpadevi en 1960, fueron padre de tres hijos: Vinay Chhajlani y sus hijas Sheela y Abha.
Galardonado con el Premio Padma Shri en 2009, por sus contribuciones al periodismo.